# Uleanthus erythrinoides
Genre
Espèce
Classification phylogénétique
Uleanthus erythrinoides est une espèce de plantes à fleurs dicotylédones de la famille des Fabaceae, sous-famille des Faboideae, originaire des régions tropicales d'Amérique du Sud. C'est l'unique espèce acceptée du genre Uleanthus (genre monotypique) 